# Kritični regionalizem
1. {{subst:prod|merged article with https://sl.wikipedia.org/wiki/Arhitektura}}

Za razliko od korenin drevesa, nas naše korenine ne napravijo negibljivih; kažejo nam smer in čas ‐ sever, jug, vzhod, zahod, včeraj, jutri, danes, nebo in votlino. 
Izraz kritični regionalizem se je začel pojavljati kot arhitekturni koncept začetek osemdesetih let dvajsetega stoletja. Prva sta takrat izraz opredelila Alexander Tzonis in Liane Lefaivre in le malo za njima je o njem začel pisati Kenneth Frampton. Teorija sloni na primerih uspešne sodobne arhitekturne prakse. Arhitektura kritičnega regionalizma v svoji zasnovi upošteva lokalne, naravne, kulturne in zgodovinske aspekte, ki so bili v preteklosti pogosto spregledani ozroma napačno razumljeni. Povzeto na kratko ‐ arhitektura kritičnega regionalizma izhaja iz lokalnega prostora, klime in časa v katerem je nastala. Velik pomen priprisuje svetlobi, taktilnosti in uporabi lokalnih materialov. Bistvena je ambientalna kvaliteta grajenega, arhitektura ne služi zgolj uporabni funkciji ‐ zavetje, varnost, uporabnost arhitekturne ureditve, objekta ali posameznih prostorov - temveč poleg tega ponuja človeku dom, prostor osebne svobode, prostor kjer človek lahko prebiva. Spoštuje avtentičnost okolja in kulture, a razlikuje med poglobljenim razumevanjem tradicije in naivnimi poskusi oživitve izgubljenega podeželskega stila. Je kritična do nepremišljenih prilagoditev zahtevam sodobnega časa, a modernizacijo priznava v smislu napredka in novosti, ki jih ta lahko ponudi. Zavrača torej vsesplošno poenotenje, ki ga prinaša neselektivno sprejemanje tehnologije in vodi do izginotja tradicionalnih vrednot in kulture. Ne vključuje se v začarani krog globalnega kapitalizma, ki iz prostora in (kolektivne in individualne) misli počasi briše avtohtone značilnosti različnih delov sveta in tako zanika jedro kulturne ustvarjalnosti človeštva. To nikakor ne pomeni, da bi se morali danes vračati k preživetim vzorcem bivanja in grajenja ali pa zanikati napredek, tehnologijo in nova odkritja. Gre za sprejemanje novosti, ki nam ponujajo inovativne rešitve in hkrati razumeti oziroma ne‐zanikati znanja in načina delovanja, ki se je v nekem prostoru skozi čas izoblikovalo z razlogom.  
Arhitekt Janez Lajovic s Hotelom Prisank in arhitektka Majda Dobravec Lajovic z Osnovno šolo Kranjska gora sta odlična predstavnika kritičnega regionalizma v Sloveniji.